# Symphonia
Symphonia es un género de plantas leñosas tropicales, especialmente árboles que pertenecen a la familia Clusiaceae. El género tiene su centro de diversidad en Madagascar y una especie (Symphonia globulifera) en los trópicos de África y en la selvas lluviosas del Amazonas.

## Especies
| S. acuminata S. ambrensis S. clusioides S. coccinea S. eugenioides S. fasciculata S. gabonensis S. globulifera S. hildebrandtii S. laevis S. lepidocarpa S. linearis S. louveli | S. macrocarpa S. melleri S. microphylla S. nectarifera S. oligantha S. pauciflora S. rhodosepala S. sessiliflora S. tanalensis S. urophylla S. utilissima S. verrucosa Source: |